# سبب مكون للمرض
إن السبب المكون للمرض هو الحدث المطلوب لتطور ذلك المرض. وذلك بالنظر لمرض أو حالة طبية، وهناك سلسلة من الأحداث السببية من الحدث الأول لظهور المرض السريري سبب لحدث المرض هو الحدث الذي سبق وقوع المرض في سلسلة سببية المرض. بدون هذا الحدث سابقة المرض إما أن لا يحدث على الإطلاق أو لم يكن ليحدث حتى وقت لاحق بعد. ومع ذلك، لا يوجد حدث محدد يكفي في حد ذاته لإنتاج المرض. ومن ثم فإن مثل هذا الحدث هو عنصر من عناصر قضية كافية.